# Авго
Авго́ (греч. Αυγό — «яйцо») — гора в Греции, одна из гор Южного Пинда. Расположена к югу от горы Трингия (2204 м), к юго-востоку от горы Какардица (2429 м), к юго-востоку от горы Катафиди (2392 м) и к северо-западу от горы Карава (Схизокараво, 2184 м), на территории периферийной единицы Трикала в периферии Фессалия. Высота 2146 м над уровнем моря.